# Villa ruficeps
Villa ruficeps är en tvåvingeart som först beskrevs av Macquart 1840.  Villa ruficeps ingår i släktet Villa och familjen svävflugor.
Artens utbredningsområde är Mauritius. Inga underarter finns listade i Catalogue of Life.